# مارتین بریستو
مارتین بریستو (انگلیسی: Martin Bristow; ۱۵ نوامبر ۱۹۱۳ – ۳۱ ژوئیهٔ ۲۰۰۷) قایقران روئینگ اهل بریتانیا بود.